# Кадомацу

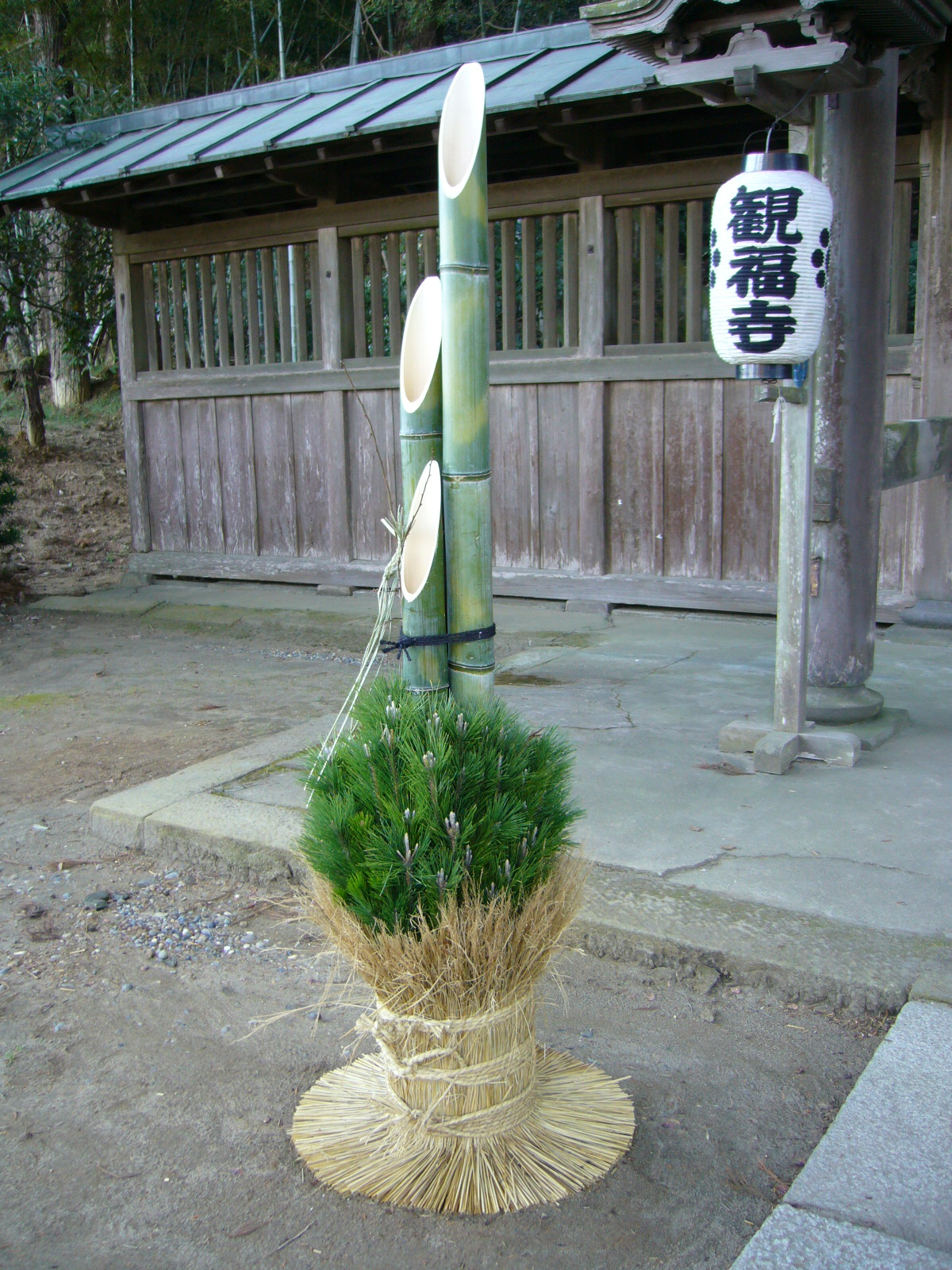
Традиційне кадомацу біля воріт монастиря Кампукудзі

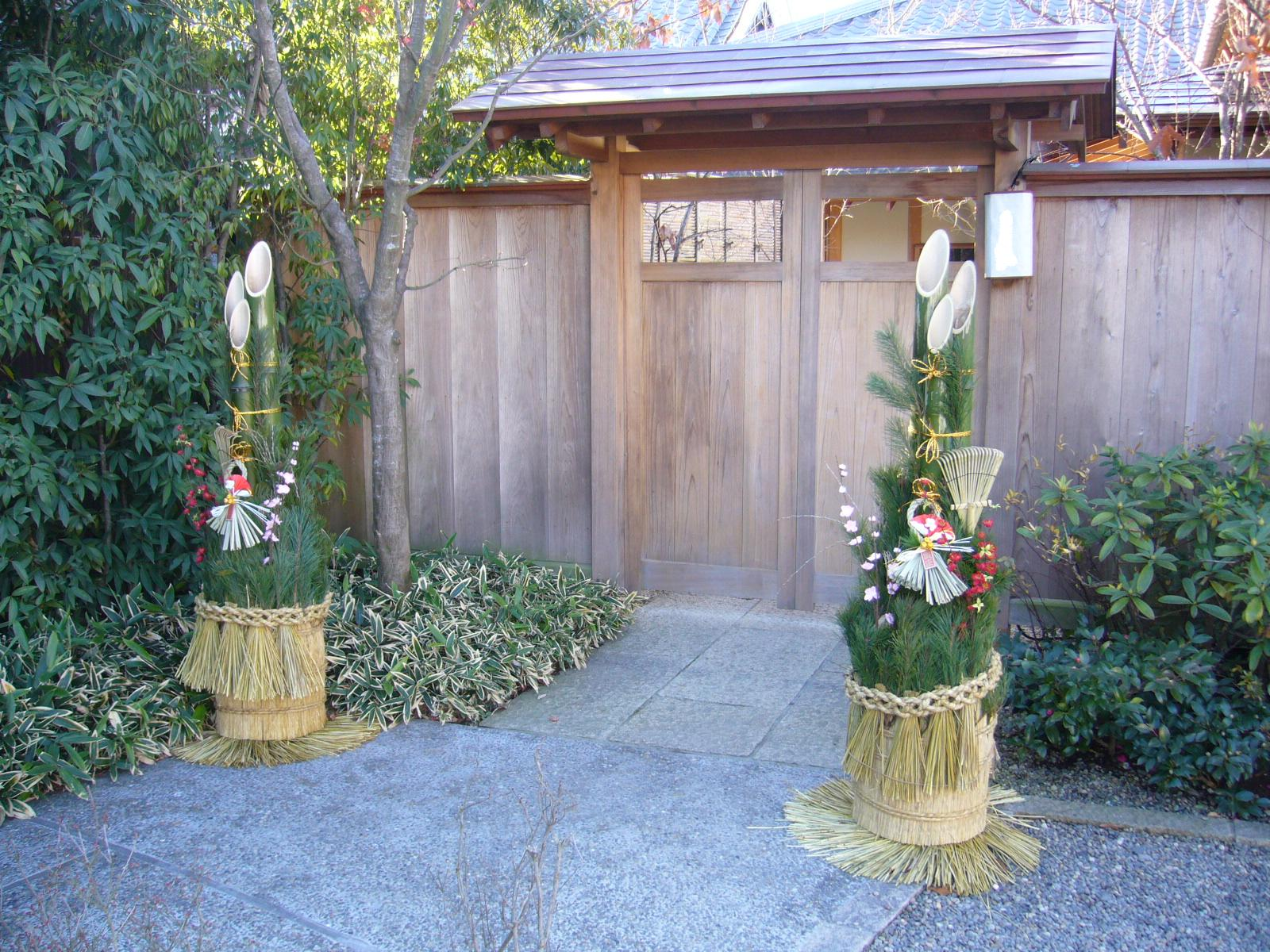
Дві кадомацу біля воріт будинку

Кадома́цу (яп. 門松, かどまつ, «сосна біля воріт») — новорічна прикраса в Японії, що виготовляється з дерева, переважно сосни і бамбука. Зазвичай виставляється надворі, біля входу в дім чи квартиру. Вважається тимчасовим житлом божества Нового року.

## Короткі відомості
Прототипом кадомацу є живе дерево, яке виставляли надворі біля дому чи садиби на Новий рік. В різних місцевостях Японії це дерево називали по-різному:
- оґамімацу (拝み松, сосна для поклоніння)
- кадзарімацу (飾り松, прикрашена сосна)
- іваїмацу (祝い松, святкова сосна)
- монбаясі (門ばやし, ліс біля воріт)
- монканбасіра (門神柱, божественний стовп біля воріт)

Через те, що з усіх дерев найчастіше у воріт виставляли сосну, новорічна прикраса отримала назву кадомацу — «сосна у воріт».
Єдиних форми і стилю для виготовлення, розміщення і прикрашання кадомацу не існує. Окрім сосни використовують дуб, камелію, вербу, каштан, клейру або бамбук. Їх виставляють самостійно або в парі з іншими видами дерев. Місце розміщення кадомацу не обмежується лише входом. Ними можуть прикрашати сади, кімнати, домашні вівтарі тощо. Якщо  кадомацу виставляють надворі, то обов'язково в парі, розмішуючи їх зліва і справа воріт або дверей. Згори між ними, зазвичай, вішають канатоподібний оберіг сіменава. На противагу цьому, в закритих приміщеннях кадомацу виставляють по-одинці. В більшості випадків в центрі прикраси знаходяться гілки молодої сосни чи іншого дерева, які розмішені у три, п'ять або сім рядів. Їх оздоблюють листям дафніфілума і помаранчів, перев'язують водоростями, і додають у підніжжя хмиз. Прикраси поміщають у дерев'яні ступи чи кошики.
В традиційній японській культурі кадомацу — це не стільки прикраса, скільки атрибут синтоїстського культу, тимчасове святилище божества Нового року. В деяких районах це божество шанобливо називають о-мацу-сама (пан-сосна). Перед його тимчасовим святилищем, яке тримають в чистоті, роблять підношення у вигляді святкових страв — супу дзоні і рисових пампушок моті. Через пошану до божества для кадомацу підбирають найкращі породи дерев, які зрубують щасливого числа, 13 грудня. Прибирають кадомацу 4, 7 або 14 січня і спалюють на свято малого Нового року.
Після Другої світової війни, у зв'язку зі зміною традиційного побуту японців, в містах поширилося використання штучних кадомацу з пластику або паперу. Проте в сільській місцевості звичай виставляти живі сосни зберігається по-сьогодні. В районах, де сосна вважається божеством-покровителем місцевості чи роду, використовують інші породи дерев.